# Maschinenfabrik Brjansk
Die Maschinenfabrik Brjansk, russisch Брянский машиностроительный завод, abgekürzt БМЗ oder in Englisch BMZ, ist eine Maschinenfabrik in der russischen Stadt Brjansk ungefähr 350 km südwestlich von Moskau, die zur Transmashholding gehört. Sie stellt heute hauptsächlich Großdiesellokomotiven und Rangierlokomotiven für den russischen Markt her.

## Geschichte

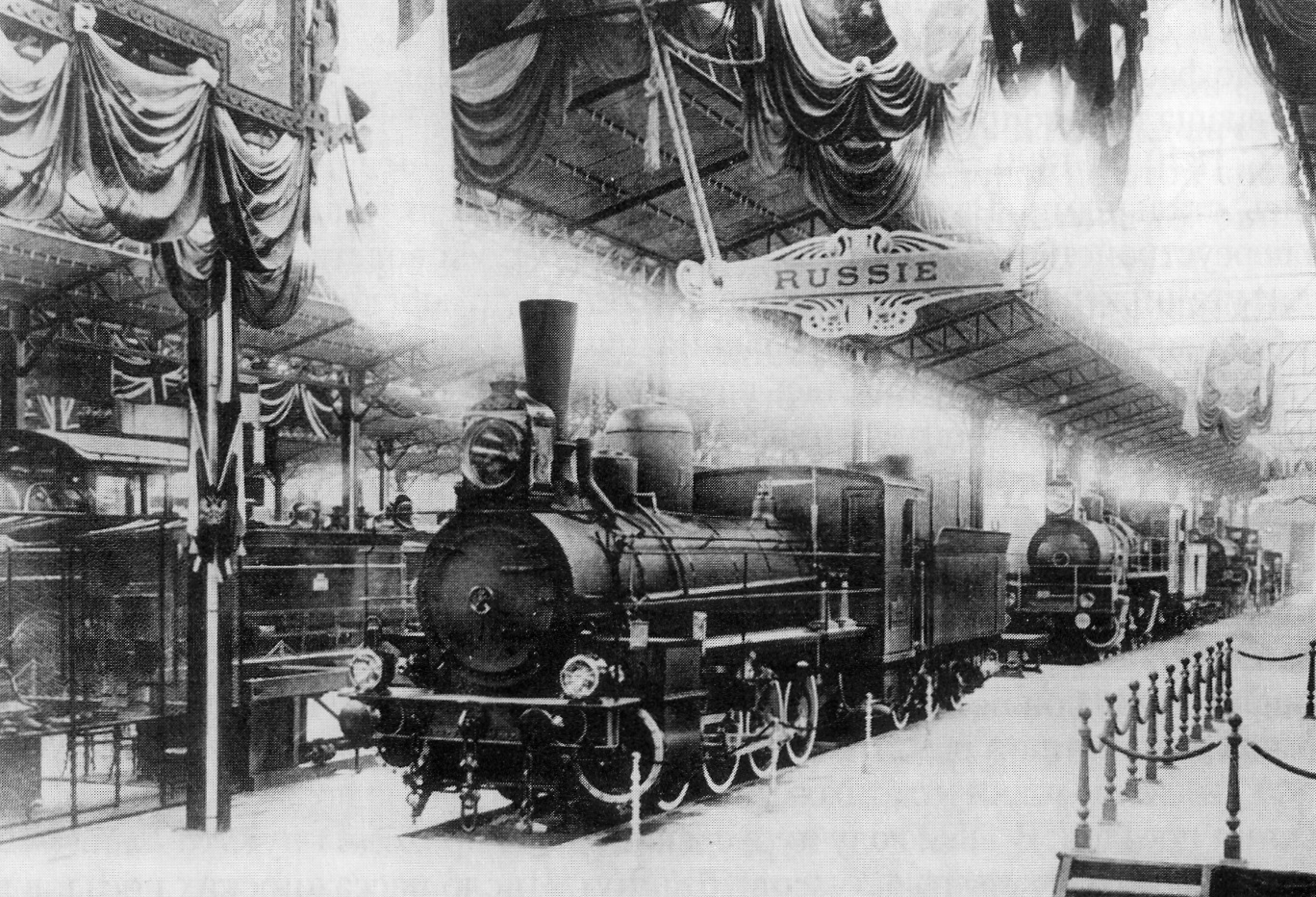
Halle der Weltausstellung Paris 1900 mit russischen Lokomotiven. Die zweite Lokomotive von vorn ist die Mallet-Locomotive der Baureihe Ѳ

Das Unternehmen wurde im Juli 1873 gegründet. Der Bau des Werks begann mit dem Bau einer Gießerei, einer mechanischen Werkstatt und eines Walzwerks. Ein Jahr später konnten die ersten Eisenbahnschienen hergestellt werden. Ab 1875 begann auch der Bau von Eisenbahnbrücken und Bahnhofshallen. 1876 wurde das eigene Stahlwerk mit sechs Öfen errichtet, sodass Stahl- statt Eisenschienen hergestellt werden konnten. 1880 stammte ein Drittel der gesamten Stahlproduktion aus dem Werk Brjansk.
In den 1880er Jahren begann der Wandel vom Stahlwerk zum Maschinenbauunternehmen. Es wurde die Produktion von Güterwagen aufgenommen. Der Lokomotivbau begann 1889. Aufsehen erregten die sechsachsigen Mallet-Lokomotiven der Baureihe Ѳ, deren Zugkraft anderthalbmal höher war als diejenigen der damals vorhandenen stärksten Lokomotiven. Sie wurde in der Lokomotivausstellung der Weltausstellung Paris 1900 gezeigt und fand auch auf dem VIII. Internationalen Eisenbahnkongress 1910 in Bern Beachtung. Bis zu diesem Jahr hatte das Unternehmen 2400 Lokomotiven und 36.000 Güterwagen hergestellt.
Am Anfang der Russischen Revolution kam die Produktion beinahe zum Erliegen. Im Winter 1918 wurde mit der Herstellung von Landmaschinen begonnen und danach Panzerzüge, Reisezugwagen und Güterwagen hergestellt. Ab 1929 wurden die Güterwagen in Fließbandfertigung hergestellt, zwei Jahre später wurden geschweißte 50-t-Tankwagen hergestellt. Bis 1937 erfuhr das Werk eine enorme Leistungssteigerung und beschäftigte mehr als 24.000 Mitarbeiter – ein Höchststand, der danach nie mehr erreicht werden sollte.
Während des Zweiten Weltkriegs wurde das Werk fast vollständig zerstört, aber die Fertigung konnte 1944 wieder aufgenommen werden. Ab 1946 wurden Dampflokomotiven der Baureihe Л gebaut, bis 1950 erreichte das Werk wieder das Vorkriegsvolumen. Ab 1951 wurden Dampfturbinen hergestellt, 1956 nahm das Werk den heutigen Namen an. Mit dem Übergang zur Dieseltraktion begann das Unternehmen die Rangierlokomotive ТЭМ1 zu bauen, von der bis 1968 beinahe 2000 Stück entstanden. Es folgten weitere Modelle. Bis 2020 hatte das Werk 12.000 Rangierlokomotiven hergestellt, wovon ein kleiner Teil nach Polen, Bulgarien, Mongolei, Syrien, Guinea, Nigeria, Kuba, Jugoslawien und Nordkorea exportiert wurde. Das neuste Modell ist die ТЭМ18ДM
Ab 1961 wurden auch Großdieselmotoren für Schiffe gebaut. Die langsam laufenden Zweitaktmotoren entstanden nach einer Lizenz der dänischen Burmeister & Wain, die 1980 von MAN übernommen wurde. Die Motoren wurden in russischen Werften in Schiffe eingebaut, aber auch in Werften in der Ukraine. in Polen, Bulgarien, Finnland, Norwegen, Dänemark, Deutschland, Österreich und Spanien.
1992 wurde das Unternehmen in eine Aktiengesellschaft überführt. Durch den Zusammenbruch der Sowjetunion und nachfolgende Umstrukturierung der Wirtschaft und der Privatisierung der Industrie brach das Auftragsvolumen zusammen. Die Produktion von Diesellokomotiven, Maschinenkühlwagen und Schiffsmotoren wurde weitgehend eingestellt. 2002 wurde das Unternehmen von Transmashholding übernommen. Die Fertigung von Großdiesellokomotiven wurde aufgenommen, sodass ab 2006 die Doppellokomotive 2ТЭ25А geliefert werden konnte. Von 2003 bis 2017 wurden auch wieder Güterwagen hergestellt. In den Jahren 2012 bis 2018 wurde die Fertigung neu ausgerichtet, sodass jährlich bis zu 300 Sektionen von Großdiesellokomotiven hergestellt werden können. 2019 erreichte der Umsatz 39,1 Mia. Rubel.

## Hergestellte Lokomotiven

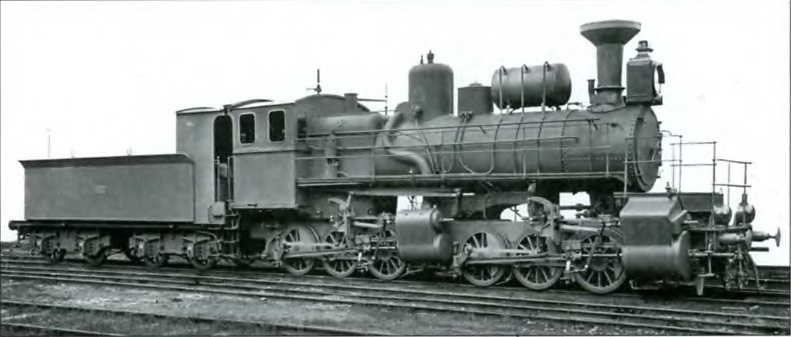
Mallet-Lokomotive der Baureihe Ѳ
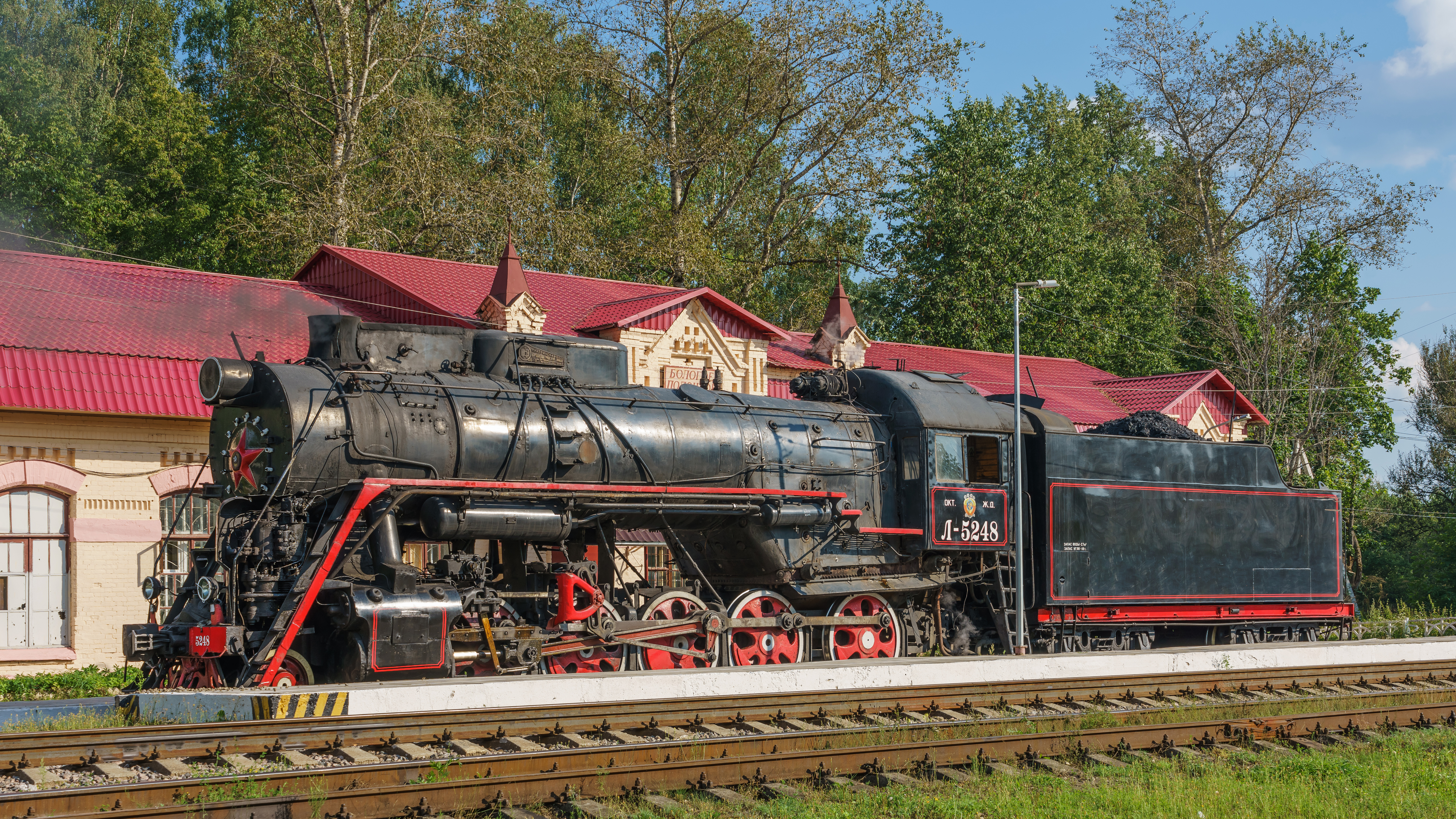
Dampflokomotive der Baureihe Л
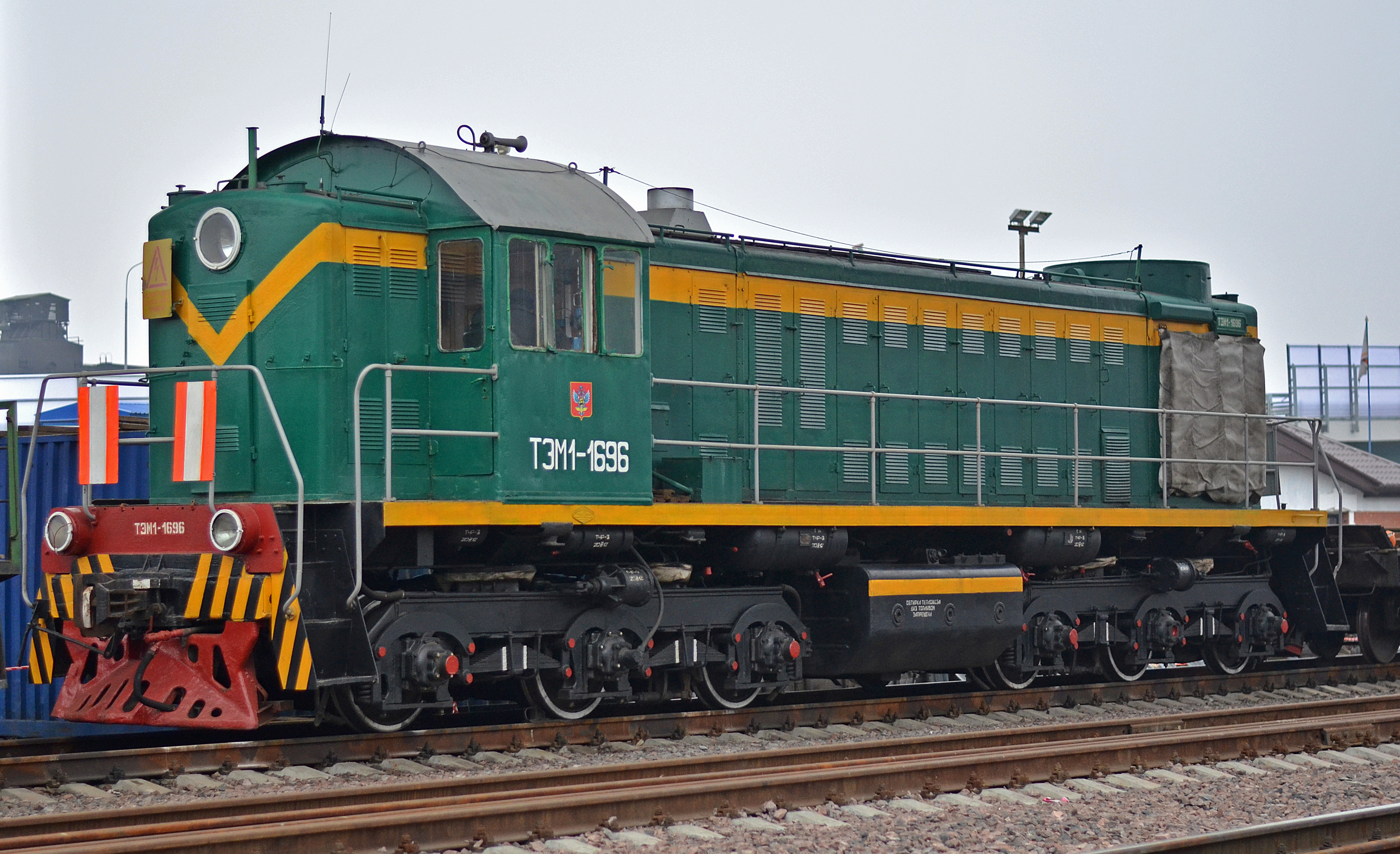
Rangierlokomotive ТЭМ1
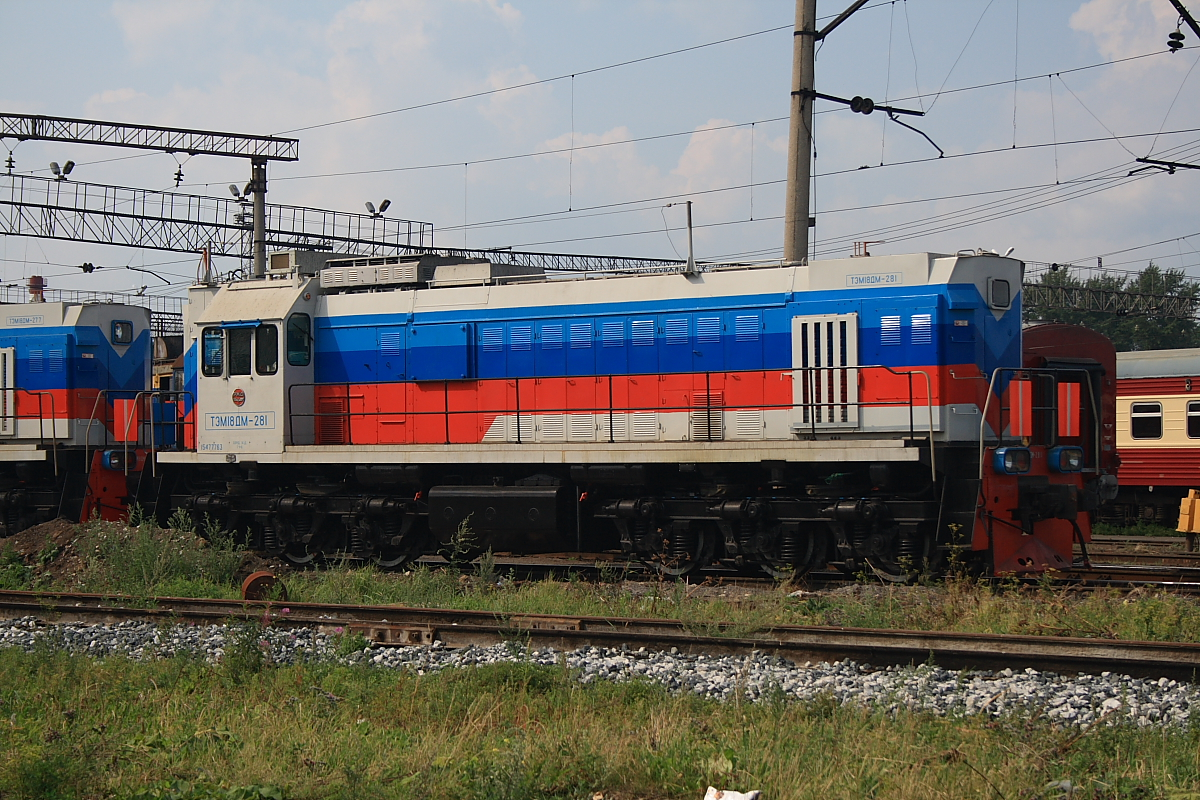
Rangierlokomotive ТЭМ18ДM
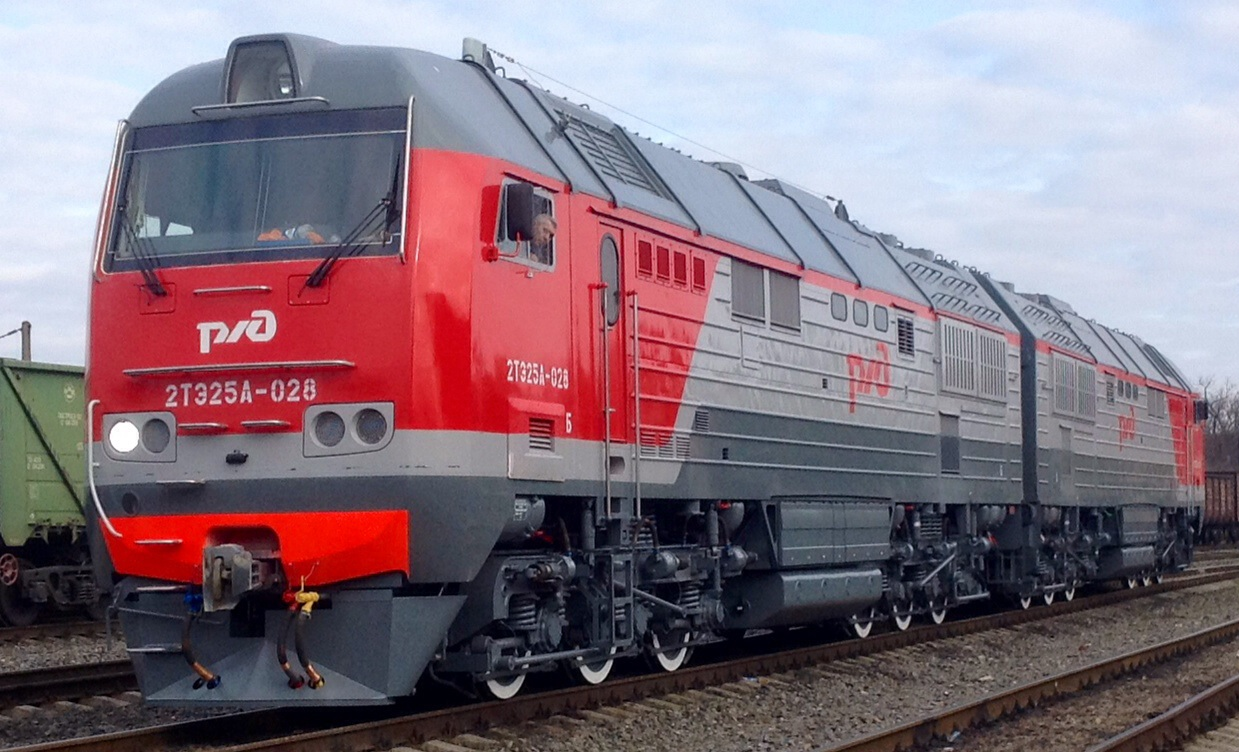
Großdiesellokomotive 2ТЭ25А für Güterzüge